# Dar El Beïda
Dar El Beïda (in caratteri arabi: الدار البيضاء) è una città dell'Algeria, capoluogo dell'omonimo distretto, nella provincia di Algeri.
A Dar El Beïda si trova l'Aeroporto di Algeri-Houari Boumédiène.